# Ритска сова
Ритска сова или сова мочварица (лат. Asio flammeus) врста је птице која припада реду сова (Strigiformes) и породици правих сова (Strigidae). Спада у сове средње величине и просечна тежина женке износи 378 грама, док је мужјак у просеку тежак 315 грама. Леђно перје је крем и браон боје, док је трбух беличаст до боје рђе, са густим вертикалним пругама на грудима које постају све ређе како се иде ка боковима. Лице је велико и округло, са жутим очима и малим ушним праменовима.
Ова врста воли отворена ритска и мочварна станишта. Гнезди се и проводи дан на тлу, обично у трсци и у густој трави. Ритска сова је циркумполарна врста и живи на свим континентима осим Антарктика и Аустралије, тако да је широко распрострањена. Упркос томе, због недостатка повољних станишта (великих, неометаних травнатих површина) није толико честа, и у неким државама је, између осталих и у Србији веома ретка, те је и законом заштићена врста.
Храни се махом глодарима и ситним птицама. Не лови само ноћу, него је за разлику од других сова активна и преко дана. На менију јој је најчешће налазе глодари из рода -Microtus}-, зечеви, ровчице, кртице, хрчкови, а од птица, које ређе конзумира у односу на глодаре, обична чигра (Sterna hirundo), карипски галеб (Leucophaeus atricilla), шљукарице (Charadriiformes) и птице певачице (Passeriformes).
Оглашава се дозивањем које личи на трубљење, које траје око три секунде и може се описати као „вуу-хуу-хуу-хуу-хуу”. Углавном га испушта мужјак док лети око женке приликом удварања, а може се чути и са земље или одмаралишта. Када је реч о размножавању, формирање парова почиње средином фебруара и траје до средине јуна, након чега долази до парења и женка потом полаже јаја из којих се излежу птићи након месец дана. Младунце храни женка, док мужјак доноси храну и штити гнездо од предатора. Након месец дана, младунци стичу способност летења и полако постају независни од родитеља, излазећи из гнезда рано и асинхроно, с обзиром да се ритска сова гнезди на тлу, па је овај еволуциони развитак омогућио бољу заштиту од предатора који могу пронаћи гнездо и угрозити јаја и младунце.

## Опис
Ритска сова је сова средње величине и, као и код осталих врста сова, и код ове је женка већа од мужјака, и то за око 20% у маси — просечна тежина женке износи 378 грама, док је мужјак у просеку тежак 315 грама. Са друге стране, слично као код јастребаче, остале димензије ритске сове не показују полни диморфизам, па тако дужина крила код оба пола просечно износи 296 милиметара.
Перје на леђима одрасле јединке ишарано је браон и крем бојом, подсећајући тако на осушен травњак. Предњи део тела је беличаст до боје рђе, са густим вертикалним пругама на грудима које постају све ређе како се иде ка боковима. Дорзално перје женки је обично тамније због већег присуства браон боје, а вентрално има нешто јаче пруге, мада, с обзиром на преклапања, пол јединке се не може поуздано утврдити на основу обојености. Полови се знатно лакше разликују током сезоне гнежђења на основу боје, величине и понашања.
Глава ритске сове је велика и округла са веома малим ушним праменовима који се издижу од центра чела, некако одмах изнад очију и генерално нису лако уочљиви. Лице је такође велико и округло, а фацијални диск браонкасто-бео. Очи ритске сове су жуте са црним перјем около, док је кљун такође црне боје. Има дуга и широка крила са десет примарних и дванаест секундарних пера и средње дугачак реп са такође дванаест пера.
Младунци по свом изгледу подсећају на одрасле јединке, сем што су им горњи делови тела мрачнији и недостају им шаре на глави које имају одрасли, а дужица је више браонкаста него жута.

### Сличне врсте
Морфолошки је слична малој ушари, али је генерално већа од ње. Такође, лет мале ушаре односно утине је директнији са крилима у готово хоризонталној линији, а утина је и тамније обојена на леђима и има јаче пруге и шаре на предњој страни тела.
- Ритска сова са подигнутим ушним праменовима, Махараштра, Индија
- Глава ритске сове
- Густе, вертикалне пруге на грудима ритске сове
- Браон и крем перје на потиљку и леђима

## Систематика

### Подврсте
До данас је препознато и званично признато десет подврста ритске сове, од којих две живе на подручју Северне Америке, једна се гнезди и једна је само посетилац јужне Флориде. Ипак, таксономији и номенклатури је потребна ревизија, пошто неке подврсте можда представљају засебне врсте. На пример, антилска ритска сова и галапагоска ритска сова су нарочито другачије од осталих подврста ритске сове.
У односу на номиналну A. f. flammeus, остале подврсте се од ње разликују по величини, пропорцијама и перју. Већина њих је тамније боје, посебно са мање бледих шара на леђима и ширим тамнијим шарама на летном перју. Острвске популације су у просеку мање и са релативно тежим кљуном и ногама, а популације које су склоне чешћим миграцијама могу имати већи однос између дужине крила и репа.
 (Pontoppidan, 1763)
Гнезди се широм Северне Америке, Европе, северне Африке и северне Азије. У поређењу са A. f. domingensis има дужа крила (>300 милиметара), тарзус је краћи (<50 милиметара), кљун је релативно мањи, горњи део леђа је углавном мркожут са тамним браон пругама, а горњи део репа је жут до мркожут. Горњи делови тела су мање крем боје, већ су више светле мркожуте до беличасте боје, са пругама које се протежу готово до краја доњег дела тела, све до ногу и коленог зглоба, а прсти су густо покривени перјем.
 (Statius Müller, 1776)
Настањује острва Хиспаниолу и Кубу, где је познато да се гнезди тек од 1981. године, а нередовно залута и до јужне Флориде. Од номиналне подврсте се разликује по томе што има краћа крила (<300 милиметара), дуже тарзусе (>46 милиметара), кљун јој је већи, а има и тамнобраон шаре на бочним странама главе, одмах након фацијалног диска, што није уочено код подврсте A. f. flammeus. Горњи делови леђа су углавном тамни са жутосмеђим ободом, горњи делови репа су тамнобраон, што је чини генерално тамном совом. Горњи делови тела су боје коже са проређеним пругама испод груди, перје око колених зглобова није прошарано, а на прстима нема перја.
 (Ridgway, 1882)
Настањује Порторико. Иако првобитно описана и данас призната као засебна подврста, због великих сличности претходној подврсти, неки научници предлажу спајање ове две подврсте у једну, ондосно коришћење имена domingensis за све ритске сове које настањују Антиле.
 (Gould, 1837)
У поређењу са номиналном подврстом, ова подврста настањује Галапагоска острва, ноге су густо прошаране браон пругама, горњи делови тела имају дистинктне попречне шаре и генерално је тамније обојена подврста.
 (Chapman, 1915)
Живи на подручју северозападне Јужне Америке, од Колумбије до северозападног Перуа. Слична номиналној подврсти, али окер шаре на горњим деловима тела су мање присутне, чинећи је тамнообојеном подврстом. Тарзуси и прсти су густо покривени перјем, мања је од номиналне, али је кљун нешто тежи и у потпуности црн.
 (Friedmann, Friedmann 1949)
Насељава раштркана мала подручја у северној Јужној Америци, од Венецуеле до Гвајане.
 (Vieillot, 1817)
Гнезди се у централним и јужним деловима Јужне Америке, од јужног Перуа и јужног Бразила јужно до Огњене земље.
 (Bangs, 1919)
Становник Фокландских острва.
 (Bloxham, 1826)
Настањује Хавајска острва.
 (Mayr, 1933)
Живи на острвима западног Пацифика — Каролинским и Маријанским острвима.
Неки аутори признају и подврсту A. f. cubensis  (Garrido, 2007) која живи на подручју Кубе.

## Распрострањеност
Врста има станиште на свим континентима осим Антарктика и Аустралије, тако да спада међу врсте птица најширег ареала распрострањења. Настањује Европу, Азију, Северну и Јужну Америку, Карибе, Хаваје и Галапагос. Ритска сова се у Србији може срести само у ритским подручјима Војводине, те се води као ретка гнездарица, са променљивом популацијом процењеном на 20—30 парова, па се стога налази на листи строго заштићених врста птица у Србији. Може се сматрати да је делом селица, јер је повремено присутна, односно миграторна врста како у Европи, тако у Белизеу, Бермудским острвима, Брунеју, Бутану, Гренланду, Девичанским острвима, Зеленортским острвима, Јемену, Камеруну, Кенији, Либерији, Малезији, Нигеру, Сингапуру, Сирији, Тајланду, Тринидаду и Тобагу, Уганди, Филипинима, Хонгконгу, Чаду и Шри Ланци. Зими се сели из северних делова ка југу ширећи подручје своје распрострањености. Познато је да се ритска сова насељава у областима високе популације глодара. Такође се дешава да „номадски“ лута у потрази за бољим залихама хране у току године, када је популација глодара мала.

### Америке

#### Ареал гнежђења
Ритска сова настањује отворена станишта, искључујући шуме и нека пустињска подручја. У Северној Америци живи од северне Аљаске, северног Јукона, северног Макензија, централног Кивејтна, јужне Бафинове земље, северног Квебека, северног Лабрадора и Њуфаундленда јужно до источних Алеутских острва, јужне Аљаске, централне Калифорније, северне Неваде, Јуте, североисточног Колорада, Канзаса, Монтане, јужног Илиноиса, северне Индијане, северног Охаја, Пенсилваније, Њу Џерзија и северне Вирџиније. Када је реч о Великим Антилима, може се наћи на Куби, Хиспаниоли и Порторику. У појединим областима је неједнако и неправилно распрострањена. Може бити номадска врста и појавити се у погодним отвореним областима где је плена у изобиљу.
У копненом делу Јужне Америке живе две подврсте, једна у Колумбији, Еквадору, Перуу и Венецуели, а друга у Аргентини, Боливији, Бразилу, Чилеу, Парагвају и Уругвају.

#### Ареал зимовања
У појединим областима ареал зимовања је истоветан ареалу гнежђења, а то је углавном случај са обалским и острвским популацијама. Што се тиче осталих популација, њихов ареал зимовања протеже се од јужне Канаде јужно до јужне Доње Калифорније (повремено до Коронадских острва и острва Тибурон), Оахаке, Пуебле, Веракруза, обала Мексичког залива и јужне Флориде. У Мексику је неуобичајена до ректа, а углавном се среће у северозападном Мексику, јужно повремено до северног Веракруза и Пуебле, до надморских висина од 3.000 m. Може да залута до острва архипелага Ревиљахихедо, Гватемале, Бахама, Малих Антила, Бермуде и Гренланда. Уочена је на острву Сан Клементе у јужној Калифорнији. С обзиром на њену склоност лутању приликом потраге за храном, може се јавити скоро било куда где је станиште погодно и где постоји плен.

### Свет
Острвске популације ритске сове пронађене су на Хавајским остврима (главна острва западно од Кауаја), Каролинским острвима, на острву Понпеј, Азорским острвима, Борнеу, Британским острвима, Фокландским острвима, Галапагосу, Курилским острвима, Исланду, Филипинским острвима, острвима Рјукју и на Огњеној земљи.
Када је реч о Евроазији, ритска сова се гнезди на просторима од Скандинавије, северне Русије и северног Сибира јужно до јужне Европе, Авганистана, Забајкаља, северне Монголије, северне Манџурије, области Анадир, Сахалина и Камчатке.
Зиму проводи на Хавајским острвима, ретко до западних острва попут атола Куре и Мидвеј, источно до Спруда француске фрегате, северозападне Африке, Медитерана, североисточне Африке, Мале Азије, Цејлона, Малезије, јужне Кине, и Јапана.

### Средња Европа
Редовна је али малобројна гнездарица Панонске низије, у Хрватској и Словенији постоји малобројна и нестална популација. У Србији се гнезди искључиво на подручју Војводине, и то пре свега на слатинским пашњацима и утринама Баната, уз велике флуктуације у бројности. Нередовно је забележена на гнежђењу и у Бачкој. Број се званично процењује на 20-30, односно, због наведене флуктуације на 0-45 гнездећих парова. Повремено се, током зиме, виђа и у Малом риту у јужном Банату, а посматрана је у летњем периоду и на Пештеру, за сада без потврде о гнежђењу.
У прошлости је у Србији сматрана ретком луталицом и зимовалицом, те ретком повременом гнездарицом поља и ритова широм земље. Међутим, у савременом периоду се у репродуктивном периоду ретко среће ван Војводине. У зимском периоду у Србију долазе птице севернијих подручја, те се неретко запажају примерци у спавајућим јатима утина у насељима.

#### Зимовање европске популације
Птице које се гнезде у Србији зими одлазе на зимовалиште у јужније пределе, али путање средњеевропских популација нису довољно истражене. Ритске сове су делимично и станарице, односно само лутају и то углавном младе птице. Зими у ове крајеве долазе северне птице (из Скандинавије, Украјине, Русије, итд.), прве стижу у септембру, а максимум бројности достижу до краја зиме (у Словенији је, на пример, забележено преко 1.000 ритких сова на зимовању). Птице виђене у марту и априлу већ су углавном део домаће популације.

### Миграција
Ритска сова је делимична селица, иако се раније сматрало да је високо миграторна у северном делу свог ареал распрострањења, с обзиром да номадизам у потрази за храном, миграције и осипање младунаца могу да буду конфузни и доведу до погрешних закључака. Иако је на средњим географским ширинама присутна током целе године, подаци из истраживања показују сезонске миграције у правцу север—југ, као и кретања у правцу запад—југозапад.
У Европи, јединке које се гнезде на географским ширинама већим од 50° СГШ обично мигрирају, док су ритске сове које живе јужније станарице, а забележене су и међуострвске миграције.
Миграторне руте нису најбоље познате, али се зна да често пресецају водене површине, тако да су јединке ритске сове забележене на бродовима удаљеним и до 1.100 km од обале, а и сама чињеница да су ове сове распрострањене на бројним океанским острвима илуструје њихову способност миграције над огромним океанским просторима.
Миграције у Северној Америци започињу почетком или средином новембра. На Аљасци је забележено да почињу да се селе од 8. (оствро Сент Пол) до 27. новембра (Барановљево острво), у Северној Дакоти између 2. (Кин) и 17. новембра (Џејмстаун), док Онтарио напуштају од 5. (Порт Довер) до 28. новембра (Отава). Време повратка, са друге стране, може више да варира, с обзиром на то да се неке јединке могу дуже задржати уколико је хране у областима зимовања у изобиљу, па тако јединке могу да се врате на територије гнежђења од краја марта па до средине маја. На Аљаску се враћају у периоду 10. април (планина Денали) — 7. мај (Форт Јукон), у Манитобу стижу од 31. марта (Тризбенк) до 30. априла (језеро Шол), а у Квебеку се могу очекивати између 10. априла (Камураска) и 3. маја (Гудбаут).
У Европи се јесење миграције одвијају током октобра и новембра, мада се поједине јединке могу селити још крајем августа. Поред тога, велики број јединки се, током навала младих птица и номада који лутају у потрази за храном, могу видети у периоду децембар—фебруар.

### Станиште
Насељава велике арктичке и средње географске ширине и обале острва у Северној Америци. Готово увек је повезана са отвореним просторима на којима живе мали сисари попут волухарица и леминга, типично великих простора прерија и приобалних пашњака, сушних поља, степа са жбуњем, и тундре. Такође живи и на пољопривредним подручјима, а гнездо се обично налази на сувим местима са довољно вегетације која би прикрила женку која лежи на јајима.
У Великим равницама преферира да се гнезди у оквиру великих површина пашњака са високом (30–60 cm), густом и неопасаном травом. Са друге стране, у Илиноису углавном живи на пашњацима са травом краћом од 50 cm, док се у арктичким равницама гнезди на брежуљцима прекривеним вегетацијом тундре. У Манитоби преферира доње делове бреза или врба, а у приобалном Масачусетсу дине обрасле травнатом вегетацијом.
Острвске популације — оне на Куби и Хиспаниоли — живе у пољима за испашу, пољима пиринча и плантажама шећерне трске, али и на другом пољопривредном земљишту.
Може да се гнезди и на малим гребенима или насипима и хумкама, уколико су присутни. У Европи се гнезди у тресетиштима, мочварама, глибовима, новозасађеним шумама и у младим зимзеленим шумама.
Када је реч о станишту током зиме, оно је углавном слично оном током сезоне гнежђења, али, поред тога, ритска сова може користити и велике отворене површине у оквиру шумских поља, поља стрњике, свеже и слане мочваре, поља обрасла коровом, шљунковите јаме, каменоломе и шипражја. У Мисурију преферира травњаке са ниском травом, мањом од 30 cm. Током зиме се повремено одмара на дрвећу, а зимско станиште може често да постане станиште за гнежђење уколико је присуство хране велико. У приобалним деловима Масачусетса лови у и на обалама сланих мочвара, где трава уступа место ниском грмљу, као и у близини отворених пашњака и поља са ниском шумовитом вегетацијом.

## Исхрана

### Време и начин лова
Ритске сове углавном лове ноћу, али ова сова исто тако зна бити и дневна грабљивица. Лов по дану се подудара са периодом високе активности волухарица, њеног плена. Ипак, током зиме је у суштини крепускуларна сова, односно лови готово увек у сумрак.
Ова врста има ту способност да лети ниско изнад земље, од 0,3 до 3 метра, на отвореном пољу или ливади пре него што се обруши на свој плен, слично као пољска еја. Поред тога, често лебди на око 30 m изнад земље и скенира подручје у потрази за пленом, а уколико је време ветровито, лебди „ослањајући” се на ветар, повремено се спуштајући или подижући како би постигла оптималну висину и позицију. Понекад плен тражи и са бандера или брежуљака на којима одмара, мада ретко лови директно са одмаралишта.
Неколико сова може заједно ловити на истом пољу. Исхрана се састоји углавном од глодара, нарочито волухарица, али ће се такође хранити и другим мањим сисарима и већим инсектима. Некад, али ређе се храни и мањим птицама. Мале сисаре гута целе или им откине главу, коју прогута, а потом остатак тела поједе, а дешава се и да, након што прогута главу, извади изнутрице, вадећи регион око душника и једњака, које баци, а остатак тела поједе. Са друге стране, кад конзумира мале птице, њима откида крила и одбацује их, а потом гута цело тело, не одбацујући изнутрице као што то чини код сисара.

### Адаптације
Ритска сова се приликом потраге за храном ослања на слух, вид, перје и лет. Ушни отвори су вертикално асиметрични, али су им величина и облик једнаки или скоро једнаки, с тим да је леви ушни отвор више постављен у односу на десни, мада је забележена и обрнута ситуација. Уочена је и блага асиметрија сквамозалног дела слепоочне кости ове сове. Плен детектује махом користећи чуло слуха, са највећом осетљивошћу на око 6 kHz. Асиметрични ушни отвори омогућавају јој да локализује звук (плена) у хоризонталним и вертикалним равнима симултано и са подједнаком прецизношћу.
Лабораторијски експерименти показују да је ритска сова успешнија при повећаној светлости, што указује на то да се делом ослања и на вид приликом лоцирања плена. Очигледно добро види током дана, али нема црвене капљице нити друге хистолошке карактеристике које су присутне у фоторецепторским ћелијама мрежњаче диуарлних птица. Није познато да користи олфакторна чула приликом лова, али област у мозгу повезана са олфакторним нервом је добро развијена и упоредива са птичјим врстама које показују олфакторну способност разликовања и уочавања плена. Оптерећење крила је релативно мало и креће се између 0,33 и 0,43 g/cm². Управо ово мало оптерећење омогућава ритској сови спор и тих лет, окретност у ваздуху, смањује буку коју изазива аеродинамичан лет и самим тим јој омогућава да боље чује док лети, а смањује и могућност да је потенцијални плен уочи, односно чује и побегне.

### Плен
Исхрана се мало разликује широм ареала распрострањења, а мале су разлике у плену којим се хране јединке различитих полова и узраста. Ритска сова се у Северној Америци примарно храни малим сисарима, нарочито глодарима из рода Microtus. Поред ових, храни се и ровчицама из родова Sorex и Blarina, кртицама (Scapanus), зечевима (Lepus, Sylvilagus) и џепним гоферима (Thomomys). На менију ритске сове могу се наћи и глодари из породица хрчкова (Peromyscus, Arvicolinae, Micromys, Lemmini), мишева и пацова (Rattus, Mus musculus), скочимишева, Heteromyidae (Perognathinae, Dipodomys). Не толико често једе и великог смеђег слепог миша (Eptesicus fuscus), смеђег пацова (Rattus norvegicus), велику ласицу (Mustela erminea) и бизамског пацова (Ondatra zibethicus).
Храни се великим бројем различитих птица, али знатно ређе него горепоменутим сисарима. Птице су чешћа храна оним јединкама које насељавају приобална подручја, где могу да чине и већински део исхране, па тако на Хавајима преферира авијални плен, где је чак и претња неким ендемичним угроженим врстама, а на Галапагоским острвима се готово искључиво храни бурњацима и неситима. Најчешће су то птице попут обичне чигре (Sterna hirundo), карипског галеба (Leucophaeus atricilla), шљукарица (Charadriiformes) и птица певачица (Passeriformes). Поред ових, храни се и јединкама из породице правих бурњака (Hydrobatidae), барских кока (Rallidae), спрутака и вивака (Charadriidae), спрудника и шљука (Scolopacidae). Забележено је и да се хранила вилсоновом бурницом (Oceanites oceanicus), личевом аустралијском бурницом, белом чигром (Gygis alba) и мангровом барском коком (Rallus longirostris).

### Унос и избацивање хране
Чување и складиштење хране је уобичајено за ову сову. Може се уочити током свих годишњих доба и свих узраста, а млађе одрасле сове често дневно хватају и до пет плена који потом односе у гнездо. Складиштење хране обезбеђује залихе за периоде када је време лоше и услови неповољни за лов, а ритска сова углавном складишти храну током сезоне повећане активности плена, како би била сигурна да ће имати храну чак и када плен постане мање присутан. Такође, чување хране се одвија и када сова живи на подручјима где плена нема у изобиљу, када се труди да током сваког дана ухвати што више животиња и опреми се за дане када неће ухватити ниједну.
У зависности од области у којој живи и присуства плена, ритска сова конзумира између 40 и 110 грама хране дневно. У Америци је забележено да сове једу дневно 40—55 грама, уносећи тако нешто више од 230 kcal по дану, а од тога 10% изгубе приликом избацивања пелета, док је у Европи за сове у заточеништву забележен просек од 105 грама хране по дану, односно око 28% укупне масе сове. Ипак, у дивљини је овај број мањи и сличан је као и у Америци — 50 и 40 грама хране по дану за одраслу и младу јединку. На примеру исхране волухарицама, ритска сова поједе дневно једну до две волухарице, и то јувенилних, које су за око једну четвртину лакше од одраслих јединки и у просеку теже 30 грама.
Ова сова избацује приближно једну гвалицу по оброку, а количина гвалица је директно пропорционална обимности оброка, односно тежини плена који поједе. Ритска сова има бржи метаболизам у односу на остале сове, тако да гвалице избацује обично након 8,5 часова од храњења, док јединке у заточеништву то чине 10,2 часа након исхране, што је резултат обимнијег храњења. Пелет ритске сове је издужен, дугачак у просеку 49,5 милиметара, а широк око 22,3 милиметара. Коштани садржај пелета је обично смештен близу површине и чини око 50% масе гвалице, која је обично тешка око 44 грама, што је разликује од других сова, чија је гвалица мања и које избацују мање од једне гвалице по оброку.
- Ритска сова у лету са својим пленом, чивавском волухарицом
- Ритска сова, након хватања чивавске волухарице, гледа опрезно како би утврдила да је ниједна друга грабљивица није видела са пленом
- Ритска сова са бурницом
- Једе свој плен на одмаралишту

## Вокализација
Пилићи често испуштају пијук високих тонова још док су у јајима, којим настављају да се оглашавају током првих седам дана живота, који симболизује нелагодност, а касније и тражење хране. Овај звук научници често описују као „псссссс-сип” или као цвркут „пссиии”. Како младунци старе, оглашавање се полако мења и постаје дубље. Није познато када младунци науче песму одраслих и почињу тако да се оглашавају, али је вероватно да се то дешава док не постану самостални и напусте родитеље.
Ритске сове старе око годину дана су углавном тихе, али се интраспецифијско „киии-оу” може чути током зиме. Слично дозивање (као и „лавеж”) забележено је и као одговор на људско упадање у територију ове сове током читаве године. „Лавеж” се у овој старосној доби сове може најчешће чути и углавном служи за тражење јединки супротног пола и међусобну комуникацију.
Што се тиче дозивања током зиме, то су углавном територијалне песме удварања током фебруара и марта. Примарно је дозивање којим се мужјак оглашава док лети око женке приликом удварања, а исто дозивање се може чути и са земље или одмаралишта. Дозивање личи на трубљење, траје око три секунде и може се описати као „вуу-хуу-хуу-хуу-хуу”, а мужјак га понавља 16—18 пута током удварања. У палеарктичком региону ово дозивање је описано као „хуу-хуу-хуу-хуу-хуу-хуу” и у просеку се понавља 13—16 пута. За време мужјаковог удварања, женке се слабо оглашавају; повремено испуштају „кииии-јоу” или „кииијап” дозиве, или пак једносложни „киии-оу” дозив.
Код неколико врста северноамеричких сова, укључујући и ритску сову, сиринга (орган за певање) већа је код мужјака него код женки, што доводи до тонских разлика у оглашавању, па су тако дозивања мужјака дубља. Већина оглашавања се може чути у или око гнезда. Оба пола испуштају „лавеж”, врисак, цвилеж и спуштају крила у такав положај да изгледају као сломљена када бране гнездо и младунце од потенцијалне претње. Поред тога, одрасли се повремено оглашавају сиктањем и клепећу кљуном. Клепетање кљуном представља нагло симултано померање горње и доње вилице и почиње да се јавља још код младунаца старих око седам дана. Углавном има одбрамбену сврху и користи се када се људи или предатори приближе гнезду, али и приликом интраспецифијских сусрета.

## Понашање
Ова сова се мимо обичаја других врста гнезди на тлу, у високом ритском растињу. Као и мала ушара, и ова врста је друштвена па се зими окупља у јата. Да би одбранила лако доступно гнездо с младунцима од грабљивица, ритска сова понекад се понаша као да је „подивљала”. Наиме, она кружи, изводи акробације у ваздуху и удара крилима једно о друго, све да би привукла пажњу насртљивца и одвукла га од гнезда где су јаја или млади.

### Кретање
Младунци пузе тако што се вуку кљуном и одгуравају ногама све док не постану способни да стоје, а одрасле јединке ходају гегајући се. Када је реч о лету, он је, приликом потраге за храном, сличан лету мољца, пливајући и спор, са повременим замасима крила. Мало оптерећење крила омогућава ритској сови спор, али агилан лет са много маневара. Насупрот томе, лети директно и брзо замахује крилима када брани територију. Током лова често лебди, чак и када нема ветра, а такође и једри у ваздуху слично мишарима, а све захваљујући дугим, широким крилима и репу. Једрење и лебдење понекад користи и током миграције. Често избегава друге диурналне птице грабљивице и нападе тако што нагло повећа своју висину и вине се високо лепршавим летом.

### Брига о себи
Обично се дотерује тако што скупља уље из тртичне жлезде у уста, које потом распоређује по перју. Кљун такође користи и за равнање и распоређивање перја, а главу чеше и сређује канџама. Супротно томе, чистоћу својих доњих делова тела, ногу, прстију и канџи одржава кљуном, уклањајући остатке хране са њих. Крила дотерује једно по једно, и то тако што свако крило сређује оном ногом која се налази на истој страни као и крило. Неретко се дешава да „чеше” оба крила, подижући их навише тако да се зглобови крила приближе један другом близу задњег дела главе и трља их о стабло дрвета.
Ритска сова се често „купа” у сунцу и песку, окрећући се према сунцу, подижући главу и ширећи крила, односно, када је реч о купању у песку, стоји на земљи, нагне се напред са спуштеном главом, коју потом гура у песак, а исти након тога баца по телу и прсима. Када заврши са гурањем главе у песак и бацањем песка по себи, снажно почиње да маше крилима како би се песак распоредио по телу, а потом испао. Све ово чини како би одржавала своје перје чистим и избацила ектопаразите.
Спава и одмара углавном на земљи, а током зиме дан проводи и на одмаралишту на дрвету. Такође одмара и у напуштеним каменоломима, шљунковитим рупама, сломљеним и напуштеним аутомобилима и на пањевима, а њено понашање увелико зависи од количине снега на земљи и влаге, тако да на Блиском истоку дан проводи у јазбинама глодара. У заточеништву спава углавном на земљи, са затвореним очима, спуштеним ушним праменовима и крилима прибијеним уз тело. Слично одмара и у дивљини, на одмаралиштима, сем што су очи отворене и увек је на опрезу. Када прикрива и брани младунце у гнезду, усправља ушне праменове, подиже беле обрве и чекиње око кљуна. Одмарање на дрвету може да буде самостално или у групама, чак и интерспецифијско — често са утином. Слично томе, ван сезоне гнежђења може да формира велика заједничка одмаралишта, па се тако може срести и до 200 јединки на земљи у једној области. Ова велика заједничка легла су погодна за ритску сову јер јој омогућавају бољу заштиту од предатора и побољшавају ефикасност исхране, тако да број јединки у групи зависи и од присутности хране, а у Холандији је забележено легло од преко 2.000 ритских сова на простору на ком је у том тренутку било изобиље волухарица.

### Територијалност
Међусобна удаљеност гнезда и јединки ритске сове у директној је вези са присутношћу хране — када хране нема довољно, јединке су ређе распоређене и заузимају веће просторе како би лакше могле да пронађу храну; са друге стране, када је хране у изобиљу, често долази до заједничког гнежђења и провођења времена, па се тако могу формирати легла са великим бројем јединки, што се дешава током зиме и у периодима након сезоне узгоја младих.
Током сезоне размножавања и узгоја младих, ритска сова заузима већу територију чија је површина константнија него у осталим периодима године. Површина такође може да варира и зависи од присутности плена, али и области у којој сова живи, па тако просечна величина области коју ритска сова заузима на Аљасци износи 20 хектара, у Манитоби 82 хектара, приобалним деловима Масачусетса 55—64 хектара, у Финској 50 хектара, а у Шкотској 18—137 хектара, где се јасно може видети зависност од присуства плена.

### Спајање парова
Ритска сова је моногамна врста. Спајање парова почиње крајем зиме, када се напуштају заједничка гнездилишта и када мужјак почиње да лети изнад женке и изводи свој „плес” на небу. Плес се састоји од мелодичног дозивања, праћеног разним акробацијама у ваздуху. Мужјак се уздиже 30–150 m изнад женке летећи у малим круговима, замахујући у том периоду крилима око 150 пута у минуту. Када се попне до жељене висине, почиње да лебди на ветру и испушта песму. Након тога се спушта на земљу са крилима постављеним у облику позитивног диедра, и долази до женке која стоји и све то посматра са одмаралишта. Мужјак потом прилази женки, љуљајући се док хода, пролази поред ње, а понекад се дешава да се међусобно јуре. Све ово се дешава на земљи, у трави, где ултимативно долази и до копулације. Копулација траје мање од десет секунди, а након завршеног узгоја младунаца, по правилу не долази до поновног спајања, већ се јединке разилазе и током следеће сезоне свака налази себи новог пара.

### Предација
С обзиром да живи на отвореном станишту и да се гнезди на земљи, ритска сова је у великој мери рањива и највећи непријатељи су јој разни сисари, и то црвена лисица, домаћи пас, амерички твор, који лако могу да нађу гнездо са јајима или беспомоћним птићима. Поред сисара, чест предатор гнезда су и птице попут врана, поморника, сребрнастог галеба, белоглавог орла, северне еје, јастреба, сивог сокола, северног сокола, црвенорепог мишара, америчке буљине, снежне сове, гаврана и других.
- Лет ритске сове, сличан лету мољца, приликом потраге за храном
- Одмара на грани дрвета близу стабла
- Ритска сова дотерује своје крило ногом
- Усправни ушни праменови и подигнуте беле обрве и чекиње око кљуна код ритске сове којој се човек приближио гнезду

## Размножавање

### Формирање парова
Формирање парова почиње средином фебруара и траје до средине јуна, док се у Европи овај процес одвија од средине априла до јуна. Понекад се заједничка зимска легла, где сове живе у јатима, могу претворити у локалне просторе за гнежђење и размножавање. Сматра се да је ритска сова колонијална гнездилица, али начин гнежђења ипак знатно више зависи од присутности плена, доступности гнезда и конкретне области.
Гнежђење и размножавање повремено почиње крајем марта, али знатно чешће током априла. На крајњем Арктику, где су зиме дуже и јаче, размножавање креће тек током јуна, а екстремни случајеви размножавања забележени су и током јесени и зиме у Румунији, у децембру у Холандији и децембру/јануару у Русији, што је вероватно повезано са великом густином плена на тим подручјима. На јужној хемисфери, у Колумбији, овај процес започиње у септембру.
У Британској Колумбији се гнезда са јајима могу видети од краја марта до средине јула, мада најчешће у периоду крај априла — средина маја. У Јукону се легла срећу од почетка маја, али највише током јуна, а у Северној Дакоти у мају и јуну, док се у Онтарију могу наћи и до почетка августа.

### Одабир гнезда
Иако мужјак лети изнад територије и „плеше” како би привукао женку, није познато који пол бира гнездо. Када је реч о изгледу самог гнезда, оно се разликује од гнезда других сова, пошто ритска сова понекад сама прави своје гнездо. Гнезди се на тлу и женка често канџама ископа овалну рупу коју прекрива травом, перјем и паперјем, а гнездо је окружено вегетацијом висине мање од пола метра. Локацију за гнежђење бира након што се прошлогодишња вегетација осуши и полегне и за гнездо бира суве локације, најчешће мале брежуљке, гребене или хумке, док се влажне области користе знатно ређе. Тако је у Северној Америци више од 50% гнезда смештено на пашњацима, четвртина њих на стрњикама пшенице, а мали број њих и у областима са вишегодишњим травама. Гнезда је генерално тешко уочити, с обзиром да су окружена вегетацијом, а женка реагује одбрамбено тек када се људи или предатори приближе на неколико метара од гнезда.
Гнездо је обично овално и пречника око 25 cm, високо/дубоко 4–5 cm. У Монтани је забележено да су гнезда у просеку нешто мања — пречника око 19 cm. Мада ретко, повремено се дешава да ритска сова користи једно исто гнездо више година, па су тако и у Европи и у Америци пронађена гнезда изграђена преко старих гнезда са прошлогодишњим љускама од јаја. Поред већег броја активних гнезда пронађена су и ненасељена гнезда лошијег изгледа, али са видљивим траговима копања, што указује на то да женка углавном испробава више локација све док не нађе најодговарајућу за гнездо.

### Полагање јаја и инкубација
Женка након парења полаже глатка, елиптична бела или крем јаја просечне тежине 22 грама. У Северној Америци, просечна величина јаја износи 39 × 31 милиметар, у Европи 37—45 × 30—34 милиметра, док су у Чилеу јаја у просеку 43 × 35 милиметара велика. Интервал између сношења износи 1—2 дана, а у просеку прође 26 часова између полагања два јајета.
Инкубацију, као и код осталих сова, обавља искључиво женка, а почиње одмах након полагања првог јајета. Женка лежи на јајима око месец дана — на Аљасци 26—37 дана, у Масачусетсу у просеку 30 дана, 24—29 дана у Финској, а у остатку Европе 24—28 дана. За време инкубације, мужјак доноси женки храну и брани гнездо одвраћањем пажње и вокализацијом, ређе напада људе. Генерално није агресиван, мада може бити када је претња директна и непосредна. Понекад се деси да женки испадне јаје из гнезда док протеже крила или када је зајапурена, а уколико дође до тога, женка напушта гнездо и уз помоћ кљуна јаје докотрља назад до гнезда. Женка генерално ретко напушта гнездо, чак ни када избацује измет. Избацивање измена у гнезду је корисно јер мирис истог прикрива мирис јаја, чинећи тако гнездо неуочљивим за предаторе или одвраћајућим због трулог мириса.

### Излегање и брига о младунцима
Излегање јаја је асинхроно и одвија се углавном по редоследу сношења. Пилићи почињу са оглашавањем још док су у јајету, а исто напуштају тако што помоћу свог карактеристичног израштаја на горњој вилици ломе љуску. Након излегања, птићи су слепи, 15—20 грама тешки получучавци. Кљун и ноге су им голи, а остатак тела је прекривен белим до сивкастим паперјем, са танким и слабим црним шарама на горњим деловима тела. Младунци током прве две недеље живота изузетно брзо расту, добијајући тако на маси 8 грама по дану током првих пет дана, 19 грама по дану 6—10. дана, односно 21 грам по дану од 11. до 15. дана живота. У том периоду су им очи већ потпуно отворене, почиње да се развија фацијални диск, као и примарна и репна пера. Након тога се раст успорава и младунци расту за око 12 грама по дану, када младунци почињу полако на излазе из гнезда, али још увек нису способни за лет.
С обзиром да се ритска сова гнезди на тлу, разни сисари представљају велику опасност по младунце. Сходно овоме, ритска сова се еволуционо прилагодила тако да младунци брзо расту и развијају се, излазе из гнезда рано и асинхроно. Ово смањује шансе да им предатори нашкоде, јер они брзо расту, али и асинхроно напуштају гнездо, тако да се осигурава успешна репродукција чак и ако предатор нађе гнездо након што су га неки младунци напустили.
Током овог периода, искључиво женка лежи у гнезду и храни младунце, а мужјак доноси храну. Поред храњења, главна улога женке је да сакрије младунце и штити их од лошег времена. Када мужјак донесе храну, женка је кида на комаде и даје младунцима. Док су слепи, храни их тако што им комад плена принесе до кљуна, који они, након што га осете чулом додира и мириса, отворе како би прогутали храну. Када прогледају, почињу полако да се оглашавају и испуштају „псссссс-сип” дозив и машу крилима, тражећи тако храну.
Након месец дана, младунци стичу способност летења и полако постају независни од родитеља. Они често формирају заједничку породичну групу и током дана време проводе на одмаралиштима. Родитељи су у почетку део овога, али се касније одвајају од младунаца. У Европи је забележено да су младунци чак и након 25 дана успешно добијали храну од родитеља, а у неким случајевима остајали у или близу гнезда чак и са 50 дана старости.
- Јаја ритске сове на Исланду
- Тек излегли младунци ритске сове, Исланд
- Младунче ритске сове
- Младунче ритске сове (фотографија из 1877. године)

## Демографија и популације
Успешност одгоја младих креће се око 75% што, поред предације, зависи и од присутности плена, променама у станишту и временских услова. Подаци о животном веку ритске сове нису бројни, а они који постоје наводе да је просечан животни век ове сове у Северној Америци нешто већи од четири године, док су у Европи забележене јединке старије и од дванаест година.
Када је реч о паразитима које нападају ритску сову, код једне јединке у Енглеској је забележено да је била заражена туберкулозом, док је у Калифорнији забележено да је живинска колера убила чак 44 ритске сове, коју су вероватно добиле преко пловки и патки или неког другог плена којим су се храниле. Поред овога, забележени су и појединачни случајеви смртности услед заражености вирусом Западног Нила у западним деловима Сједињених Држава и живинском колером у Тексасу.
Уз паразите, јединке често страдају и од судара са аутомобилима и авионима, бивају устрељене или ухваћене, а забележено је и више случаја повређивања од удара у ограде од бодљикаве жице.
Генерално није осетљива на људску активност, с обзиром да се гнезда тешко лоцирају, а уколико гнездо буде пронађено пре него што су јаја положена, женка обично само промени локацију и направи ново гнездо недалеко од првобитног. У случају да је већ положила јаја, може се десити да у потпуности напусти гнездо уколико га људи пронађу и узнемиравају је.
Упркос забринутошћу због опадања бројности јединки ритске сове у многим подручјима у Северној Америци, ова сова је класификована као G5 (безбедна) од стране организације Nature Conservancy. Популациони статус ритске сове је тешко одредити због тога што су јединке номадске и склоне годишњој флуктуацији у бројности, као и због њених крепускуларних навика. Својим великим ареалом распрострањења и, сходно томе, великом популацијом, ова врста је на глобалном нивоу далеко од статуса угрожености. Ипак, као и у Сједињеним Државама, у многим деловима централне и јужне Европе и у Русији бројност јединки ритске сове је у опадању. Неки од главних разлога за ово су појачана пољопривреда (преоравање земљишта, зарастање, пошумљавање), урбана експанзија и коришћење отрова против глодара и других пестицида.
Неколико државних канцеларија организације за очување птица Одубон покренуло је иницијативу за заштиту и обнављање пашњака, која би требало да помогне у борби против опадања ове врсте у неким деловима њеног ареала.